# 6714 Монреаль
6714 Монреаль (6714 Montréal) — астероїд головного поясу, відкритий 29 липня 1990 року.
Тіссеранів параметр щодо Юпітера — 3,380.